# NGC 6422
NGC 6422 is een elliptisch sterrenstelsel in het sterrenbeeld Draak. Het hemelobject werd op 1 augustus 1883 ontdekt door de Amerikaanse astronoom Lewis A. Swift.

## Synoniemen
- MCG 11-21-15
- ZWG 321.26
- PGC 60558